# Sentinela (Marvel Comics)
Nas histórias em quadrinhos do Universo Marvel, os Sentinelas são robôs gigantes (criados originalmente por Bolivar Trask), construídos para capturar ou exterminar mutantes.
O portal IGN, elegeu Sentinela o 38º melhor vilão de histórias em quadrinhos de todos os tempos.

## História
Os Sentinelas já foram utilizados por vários grupos para tentar destruir os X-Men, entre eles o Governo norte-americano e o de Genosha. Em duas situações mutantes usaram Sentinelas contra outros mutantes: O viajante do tempo Trevor Fitzroy os usou para enfrentar os X-Men, e Massacre para controlar a cidade de Nova York. Caracterizados como robôs gigantes, os Sentinelas tem a capacidade de se adaptar aos poderes de seus alvos. O maior dano já causado à população mutante por esses robôs, foi engendrado por Cassandra Nova, que utilizou dois Sentinelas gigantes para eliminar milhões de mutantes em Genosha.

### Molde-Mestre
Um sentinela Molde-Mestre, presente em quase todas as versões dos robôs, representa sua máxima evolução. Sendo capaz de raciocínios complexos (que rivalizam com a mente humana), o Molde-Mestre é ao mesmo tempo fábrica e inteligência central dos Sentinelas. Em várias realidades alternativas, o mundo foi dominado pelos Sentinelas justamente quando o Molde-Mestre se revolta contra os humanos. Na realidade "oficial", o Molde-Mestre se fundiu com o Nimrod, aparecendo meses depois ao tentar passar sua consciência para o Homem Máquina, após a fuga de Bastion da prisão.

### Nimrod
O arco de histórias Dias de um Futuro Esquecido apresentou um novo modelo de Sentinela, vindo de um futuro alternativo, chamado Nimrod. Esse robô viaja no tempo à caça de Rachel Summers, que havia voltado ao "presente" para impedir que o Senador Robert Kelly fosse assassinado e seu futuro apocalíptico acontecesse. Mesmo após sua derrota pelos X-Men, esse robô permaneceu na nossa era, enfrentando os heróis mutantes por diversas vezes,em sua forma humana teve contato com uma peça remanescente do molde mestre assim fundindo suas consciencias, até culminar em sua transformação em Bastion, o comandante da Operação: Tolerância Zero.

### Suprassentinelas
Na saga Operação: Tolerância Zero um homem chamado Bastion (que depois revelou ser um Nimrod transformado em humano) criou Sentinelas ciborgues, usando seres humanos contra suas próprias vontades. Esses seres foram chamados de Suprassentinelas. Tendo por fachada a "Clínica do Dr. Próspero", Bastion seqüestrava indigentes ou enganava deficientes físicos, transformando-os em Supra-Sentinelas que, com a memória apagada, era reinseridos na comunidade. Porém, ao ter contato com algum mutante, a transformação automaticamente ativava-se, fazendo-os assumirem sua real forma e executarem a diretriz de eliminação da raça mutante.

## O Esquadrão Sentinela
O Esquadrão Sentinela é formado por um grupo de humanos que controlam esses robôs. Eles são da UNI e estão no Instituto Xavier. Eles receberam ordens para socorrer os mutantes durante a Dia-M.

## Noutras mídias

### Desenhos
- Em X-Men: Evolution, esses robôs são os responsáveis pela descoberta dos mutantes no mundo e de quebra fazem com que muitos pensem que foram criados pelos mutantes.
- Na 1ª temporada de X-Men: Animated Series, eles enfrentam inúmeros Sentinelas.
- Wolverine and the X-Men (série) todos tipos sentinela são mostrada na série.

O esquadrão será o time de vilões na sétimo filme da franquia mutante: X-men dias de um futuro esquecido da Fox film

### X3
- No filme X men: Days of future past, eles são a principal ameaça dos mutantes.
- No filme X3: The Last Stand, o Sentinela é usado como alvo na Sala do Perigo.

### X-men: Apocalypse
- No filme X-men Apocalypse, os sentinelas são usados por Mística para treinar a nova geração de X-men.

### Videos Games
- Os sentinelas são inimigos dos X-Men nos jogos X-Men Legends e X-Men Legends II: Rise of Apocalypse, além de ser um personagem jogável em X-Men: Children of the Atom (Modelo COTA-01, 1994).
- O Sentinela também é um personagem jogável na série Marvel vs. Capcom, em Marvel vs. Capcom 2: New Age of Heroes, e também em Marvel vs. Capcom 3: Fate of Two Worlds e na versão melhorada em Ultimate Marvel vs. Capcom 3.[2][3]